# Ivan Dixon
Ivan Dixon (6 de abril de 1931 - 16 de marzo de 2008) fue un actor, director y productor conocido por su papel de la serie de situación de 1960 Hogan's Heroes, por su papel en el telefilme de 1967 The Final War of Olly Winter, y por dirigir muchos episodios de series de televisión. Activo en el movimiento por los derechos civiles desde 1961, se desempeñó como presidente de actores negros para la acción.

## Primeros años y carrera
Ivan Nathaniel Dixon, III, nació en Harlem, fue hijo del propietario de una tienda de comestibles. Cuando era joven, Dixon vivía en la casa de piedra rojiza en 518 West 150th Street en Harlem, en la misma cuadra con Josh White, Ralph Ellison, y los hermanos Hines, (Gregory y Maurice). Se graduó de la Academia en Lincoln, Condado de Gaston, Carolina del Norte, y ganó un título de drama de la Universidad central de Carolina del Norte en 1954, en el grupo de teatro que hoy se conoce como los Ivan Dixon Players. Mientras que en NCCU, se unió al Omega Psi Phi Fraternity.

## Vida y muerte
Después de su carrera como actor y director, Dixon era el propietario-operador de la estación de radio KONI (FM) en Maui. En 2001, salió de Hawái por razones de salud y vendió la estación de radio en 2002.
Ivan Dixon murió el 16 de marzo de 2008, a la edad de 76 años, en el Hospital Presbiteriano de Charlotte, Carolina del Norte, de complicaciones de insuficiencia renal.